# 2000年夏季奧林匹克運動會中國香港代表團
2000年夏季奧林匹克運動會中國香港代表團派出31名運動員參加2000年悉尼奧運，這是香港首次以「中國香港」的名義參賽。

## 項目及成績

### 田徑
男子100米
- 蔣偉洪
  1. 第一回合：10.64（未能晉級）

男子4x100米接力
- 蔣偉洪、何君龍、鄧漢昇、杜韋諾
  1. 第一回合：40.15（未能晉級）

女子5,000米
- 陳敏儀
  1. 第一回合：16:20.43（未能晉級）

女子10,000米
- 陳敏儀
  1. 第一回合：35:21.20（未能晉級）

### 羽毛球
男子單打
- 吳蔚
  1. 64強賽：輪空
  2. 32強賽：被中國隊吉新鵬淘汰
- 譚啟銓
  1. 64強賽：輪空
  2. 32強賽：被印尼隊葉誠萬淘汰

女子單打
- 凌婉婷
  1. 64強賽：輪空
  2. 32強賽：被中國隊龔智超淘汰
- 官惠慈
  1. 64強賽：輪空
  2. 32強賽：被英國隊Kelly Morgan淘汰

女子雙打
- 凌婉婷、官惠慈
  1. 32強賽：被丹麥隊麗克·歐爾森, 海琳妮·柯克加德淘汰

混合雙打
- 官惠慈、譚啟銓
  1. 32強賽：被瑞典隊Jenny Karlsson, Fredrik Bergström淘汰

### 單車

#### 山地賽
女子山地賽
- 楊嘉華
  1. 決賽：2:11:29.79（第27位）

#### 場地賽
男子計分賽
- 黃金寶
  - 得分：14
  - Laps Down： 2（第11位）

### 跳水
男子3米彈板
- 俞越
  1. 預賽：227.64（第48位，未能晉級）

### 划艇
男子輕量級雙人雙槳
- 羅承恩、呂錦志
  1. 第一回合：7:00.75
  2. 第一回合復活賽：7:05.05
  3. C組決賽：6:49.19（第16位）

女子單人單槳
- 吳家樂
  1. 第一回合：8:19.88
  2. 第一回合復活賽：8:16.62
  3. 準決賽：8:21.40
  4. C組決賽：8:11.06（第16位）

### 帆船
男子滑浪風帆
- 何智豪
  1. 第1場：12
  2. 第2場：29
  3. 第3場：29
  4. 第4場：19
  5. 第5場：24
  6. 第6場：(31)
  7. 第7場：27
  8. 第8場：13
  9. 第9場：18
  10. 第10場：(32)
  11. 第11場：29
  12. 總成績：200（第28位）

女子滑浪風帆
- 李麗珊
  1. 第1場：5
  2. 第2場：10
  3. 第3場：5
  4. 第4場：8
  5. 第5場：(17)
  6. 第6場：10
  7. 第7場： 6
  8. 第8場：6
  9. 第9場：4
  10. 第10場：5
  11. 第11場：(20)
  12. 總成績：59（第6位）

### 游泳
男子50米自由泳
- 符泳
  1. 預賽：24.2（未能晉級）

男子200米自由泳
- 郭建明
  1. 預賽：1:52.71（未能晉級）

男子400米自由泳
- 郭建明
  1. 預賽：03:58.94（未能晉級）

男子200米蝶泳
- 郭建明
  1. 預賽：02:01.99（未能晉級）

男子100米蛙泳
- 郭漢明
  1. 預賽：01:05.28（未能晉級）

男子200米蛙泳
- 譚智健
  1. 預賽：02:24.04（未能晉級）

男子200米背泳
- 方力申
  1. 預賽：02:05.47（未能晉級）

男子200米個人混合泳
- 方力申
  1. 預賽：02:09.0（未能晉級）

男子400米個人混合泳
- 方力申
  1. 預賽：04:29.02（未能晉級）

女子50米自由泳
- 蔡曉慧
  1. 預賽：27.38（未能晉級）

女子100米蝶泳
- 江欣琦
  1. 預賽：01:04.09（未能晉級）

女子200米蝶泳
- 陳詠雪
  1. 預賽：02:19.86（未能晉級）

女子100米蛙泳
- 趙善穎
  1. 預賽：01:15.87（未能晉級）

女子100米背泳
- 蔡曉慧
  1. 預賽：01:05.28（未能晉級）

### 射擊
男子25米快射手槍
- 李浩堅
  1. 預賽：571（未能晉級）

### 乒乓球
男子單打
- 張鈺
  1. 分組賽：2勝0負
  2. 32強賽：被日本隊松下浩二淘汰

- 柱恩
  1. 分組賽：0勝2負（未能晉級）

男子雙打
- 張鈺、柱恩
  1. 分組賽：2勝0負
  2. 16強賽：被韓國隊李哲承、柳承敏淘汰

女子單打
- 桑亞嬋
  1. 分組賽：1勝1負（未能晉級）

- 王晶
  1. 分組賽：1勝1負（未能晉級）

## 文獻
- Wallechinsky, David (2004). The Complete Book of the Summer Olympics (Athens 2004 Edition). Toronto, Canada. ISBN 1-894963-32-6.
- International Olympic Committee (2001). The Results. Retrieved 11/12/05.
- Sydney Organising Committee for the Olympic Games (2001). Official Report of the XXVII Olympiad Volume 1: Preparing for the Games（页面存档备份，存于）. Retrieved 11/20/05.
- Sydney Organising Committee for the Olympic Games (2001). Official Report of the XXVII Olympiad Volume 2: Celebrating the Games（页面存档备份，存于）. Retrieved 11/20/05.
- Sydney Organising Committee for the Olympic Games (2001). The Results（页面存档备份，存于）. Retrieved 11/20/05.
- International Olympic Committee Web Site（页面存档备份，存于）

## 外部連結
- Hong Kong at the 2000 Sydney Summer Games